# Текстура (шрифт)

Шрифт Textura Quadrata

Текстура (від лат. textura — тканина) — перший (і основний) різновид готичного письма.
Одержав свою назву за те, що рівномірно покривав сторінку. Характерна особливість шрифтів цього типу — незграбність і витягнутість букв.